# 사면반육면체

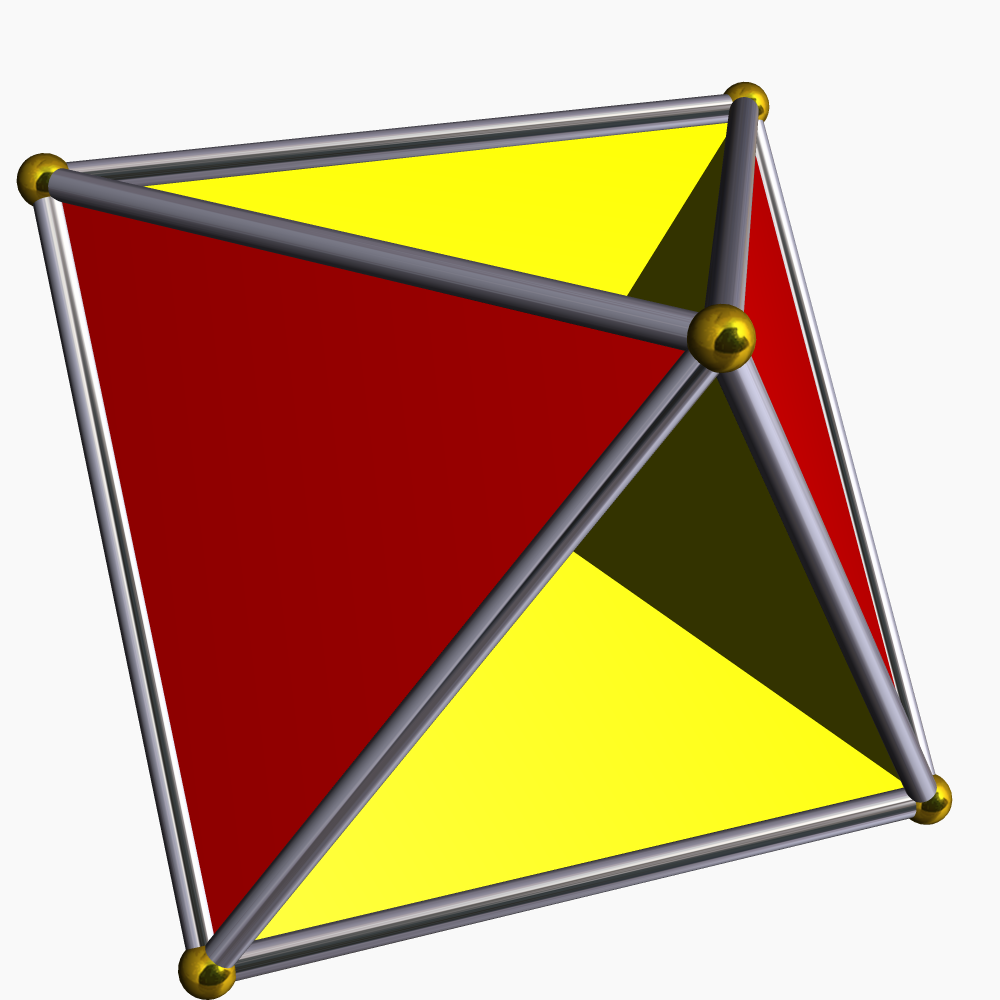
사면반육면체

사면반육면체(四面半六面體, tetrahemihexahedron)는 U4로 표기하는 고른 별 다면체의 하나이다. 6개의 꼭지점, 12개의 가장자리, 6개의 면이 있다: 4개의 삼각형, 3개의 사각형. 꼭짓점 도형은 교차사각형이다. 콕서터 다이어그램은 이다.

## 관련 표면
무방향성 표면이다. 오일러 지표 1을 갖춘 유일한 고른 다면체이므로 로만 서피스(Roman surface)와 비슷한 real projective plane 표현을 만들어내는 투영 다면체이다.
| 로만 서피스 |